# Ludovico Stern
Ludovico Stern, auch Ludwig Stern, (* 5. Oktober 1709 in Rom, Kirchenstaat; † 25. Dezember 1777 ebenda) war ein italienischer Maler des Spätbarock oder Rokoko, der in Rom wirkte und bayerischer Herkunft war. Er ist sowohl für große Sakral- und Historiengemälde als auch für Stillleben und Porträts bekannt.

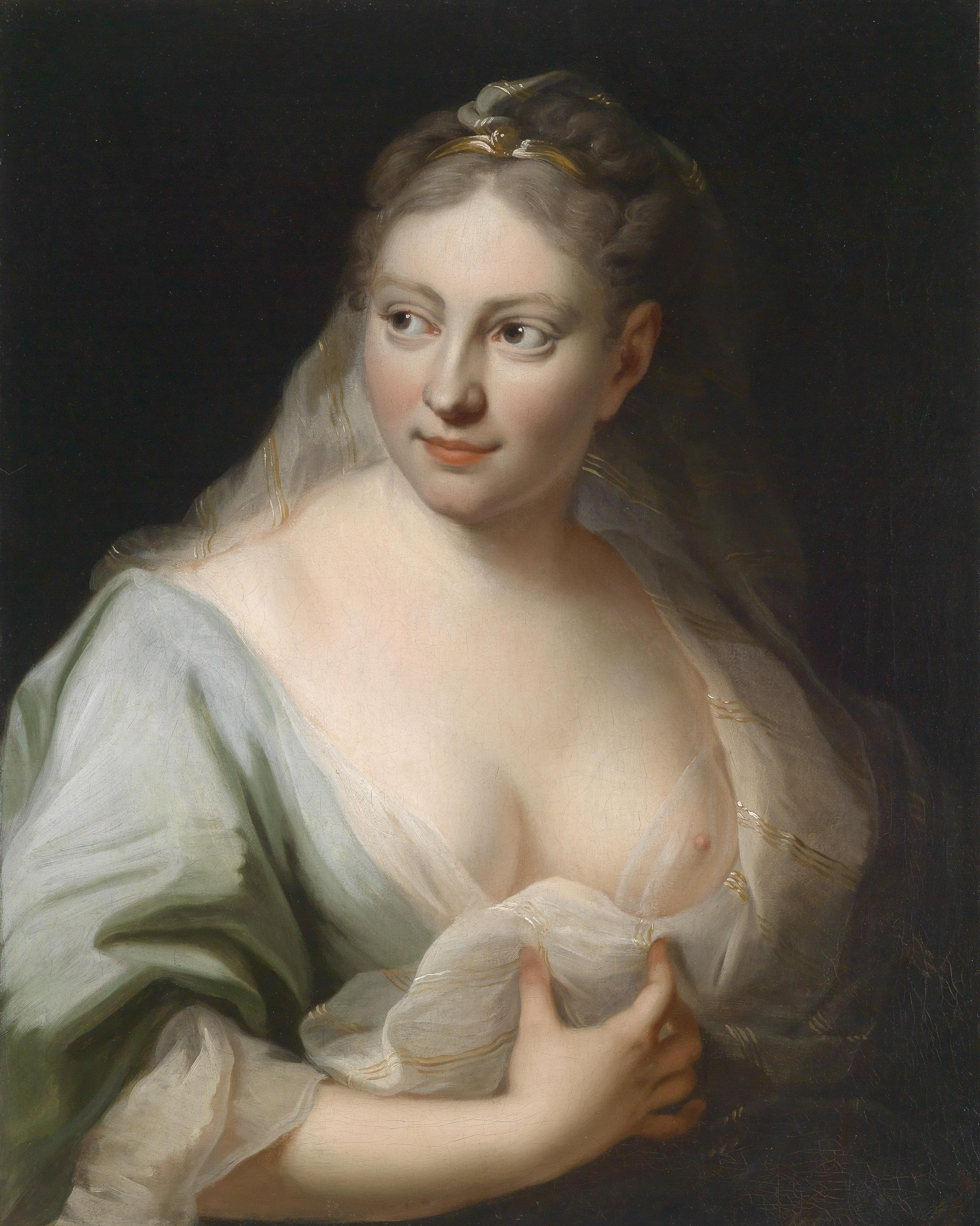
Bildnis einer Dame in antikisierendem Gewand

## Leben
Stern war der Sohn des bayerischen Malers Ignazio Stern (1680–1748) geboren. Sein Bruder Ignazio und seine Schwester Veronica waren ebenfalls Maler, während Maddalena den französischen Maler Claude Vernet heiratete.

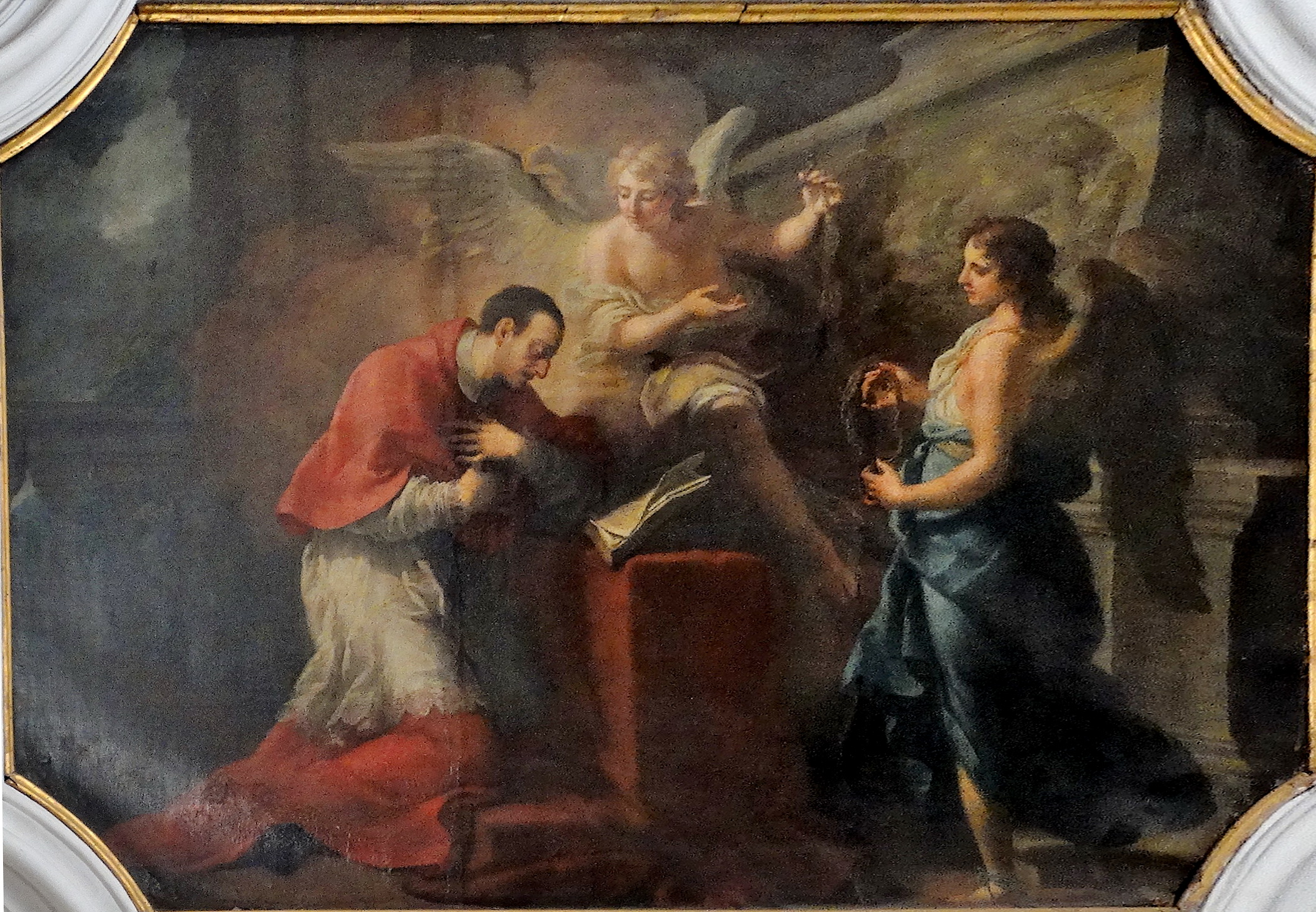

Stern lernte zunächst bei seinem Vater, studierte aber später auch an der Accademia di belle arti di Parma und der Accademia di San Luca in Rom. 1741 wurde er in die Congregazione dei Virtuosi del Pantheon aufgenommen und fungierte von 1755 bis 1756 als Regent. Im letzten Jahr wurde er zum Akademiker mit Auszeichnung an der Accademia di San Luca ernannt.

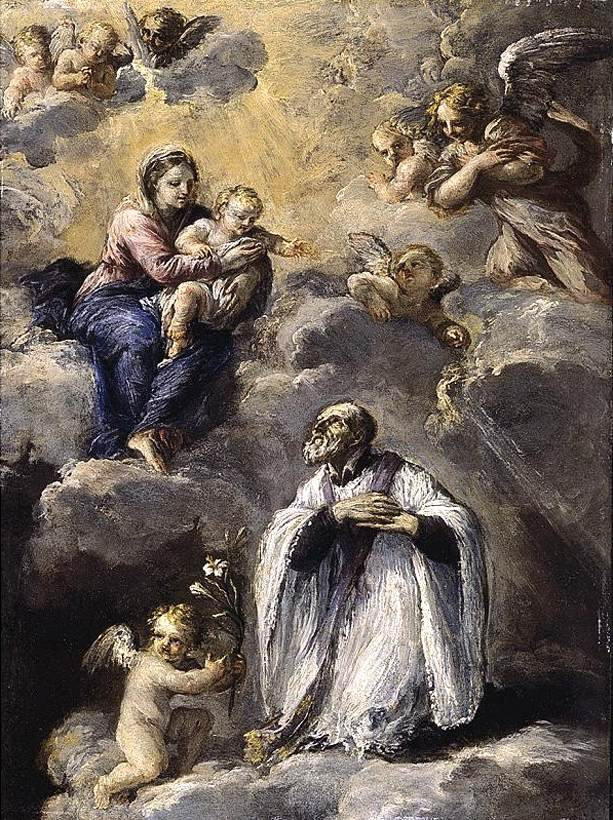
Vision des heiligen Philipp Neri

Er malte eine Reihe religiöser Gemälde für die Kirche San Giovanni Evangelista in Guidonia Montecelio. Er malte das Bild San Francesco Caracciolo (1752) für San Lorenzo in Lucina, ein Bild der Heiligen Peter und Paul (1757) für die Kirche Santi Michele e Magno und die Vision des Heiligen Laurentius von Brindisi (1756), welche sich heute in der Galleria Nazionale dell’Umbria in Perugia befindet. Er malte auch einen Raum im Palazzo Borghesein Rom aus, der heute Stanza della Quattro Parti del Mondo (Raum der vier Teile der Welt) heißt. Es handelt sich um einen Zyklus von Gemälden, die Europa, Amerika, Asien, Afrika sowie Juno und Iris darstellen.
Stern war auch für seine Porträts sehr gefragt.
Unter seinen zehn Kindern waren die Maler Vicenzo und Martino. Giovannis Sohn Raffaele Stern (1774–1820) war ein bekannter neoklassizistischer Architekt in Rom. Zwei von Raffeles Neffen waren ebenfalls Architekten.